# Modern Life Is War

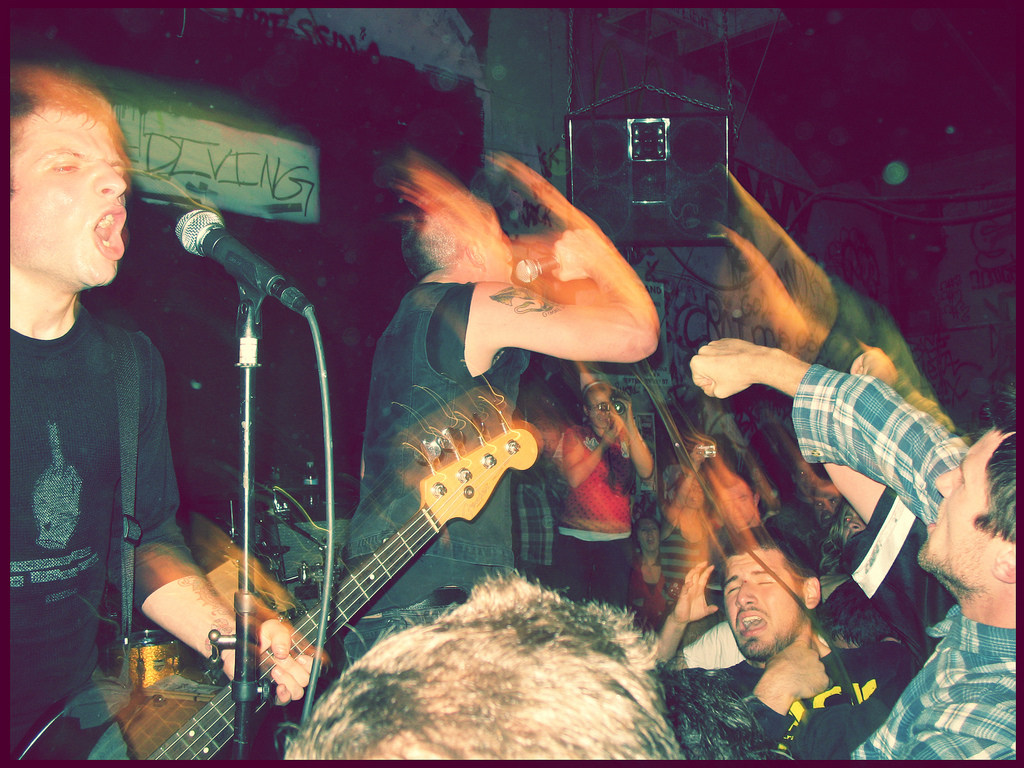

Modern Life Is War är ett amerikanskt hardcore-band bildat i Marshalltown, Iowa 2002. Modern Life Is Wars sex år långa existens innefattade tre fullängdsalbum och en självbetitlad 7' vinyl och de splittrades 2008. Modern Life Is War återförenades år 2012. 

## Medlemmar
- Brad Highnam - Bas
- Matt Hoffman - Gitarr lämnade bandet 2005
- John Eich - Gitarr
- Tyler Oleson - Trummor
- Jeffrey Eaton - Sång
- Harm Haverman - Gitarr lämnade bandet 2005

## Album
- Modern Life Is War EP (Martyr/Reflections, Deathwish Inc.[1]) (2002)
- My Love. My Way. (2003)
- Witness (Deathwish Inc.) (2005)
- Live on WLUW Split med Kill Your Idols (2006)
- Midnight in America (2007)